# Дом-музей семьи Ростроповичей
Дом-музей семьи Ростроповичей — единственный музей в России, посвящённый жизни и деятельности виолончелиста, дирижёра и филантропа Мстислава Ростроповича и его семье. Расположен в Оренбурге, в доме, где в годы Великой Отечественной войны вместе с родителями и сестрой Вероникой жил будущий маэстро. Является отделом Оренбургского областного музея изобразительных искусств.

## Ростроповичи в Оренбурге
Оренбург – родина предков Мстислава Ростроповича по материнской линии. Начало династии музыкантов положили Николай Александрович (1859—1902) и Ольга Сергеевна Федотовы — дедушка и бабушка маэстро. Николай Александрович оказал значительное влияние на музыкальную культуру Оренбурга. В течение 20 лет он преподавал пение в ряде учебных заведений города, руководил любительскими хоровыми коллективами (служащих губернской типографии, воспитанниц детского приюта Святой Ольги и др.). Автор печатных работ «Краткий очерк элементарной теории музыки» и «Самоучитель музыки и пения». Кавалер орденов св. Станислава и св. Анны, коллежский советник. Ольга Сергеевна (1860—1926) — родоначальница профессионального музыкального образования в Оренбуржье. Преподавала музыку в местной женской гимназии, в 1906 году она открыла в городе музыкальные классы, где до 1917 года преподавалось искусство игры на фортепиано, скрипке, духовых инструментах, сольное пение. По стопам родителей пошли их дочери Вера Малиновская (1885—1955), Надежда Козолупова (1886—1957) и Софья Ростропович (1891—1971), мать Мстислава. Получив в Москве консерваторское образование, она вела в Оренбурге педагогическую и концертную деятельность. В 1922 году Софья вышла замуж за Леопольда Ростроповича, а в 1923 году супруги отправилась в Саратов, куда их пригласили работать в консерваторию.
С началом Великой Отечественной войны семья Ростроповичей вместе с детьми приехала в Оренбург (в те годы Чкалов) в эвакуацию из Москвы и поселилась в двух комнатах в деревянном частном доме крёстной матери Мстислава, Елены Адольфовны Лонткевич (1883—1964), выпускницы Сорбонны, преподавательнице иностранных языков, принимавшей активное участие в музыкальной жизни города. В доме по адресу ул. Зиминская, 25 (до 1926 года — улица Мурзакаевская), построенном в третьей четверти XIX века для семьи врача Адольфа Устиновича Лонткевича (1841—?), Ростропович вместе с родителями и сестрой Вероникой прожил с 1941 по 1943 год.
В Оренбурге Мстислав Ростропович продолжил своё обучение в классе отца в Чкаловском музыкальном училище. Весной 1942 года здоровье Леопольда Ростроповича пошатнулось, и 15-летний Мстислав был вынужден замещать отца в музыкальном училище. 31 июля 1942 года Л. В. Ростропович скончался в возрасте 50 лет и был похоронен на городском кладбище (сейчас кладбище на пр. Победы за комплексом «Вечный огонь»). В 1943 году потерявшая кормильца семья Ростроповичей вернулась в Москву.
В 1946 году Ростропович посетил свою крестную в Оренбурге и привёл в порядок могилу отца. Следующий визит Ростроповича в город состоялся только в октябре 1993 года.
В 1960 году Елена Лонткевич продала дом вместе с мебелью, домашней утварью, мастерскими, амбарами и каретной. Дом был разделен на части и принадлежал разным хозяевам, его продавали или передавали по комнатам. В начале 1990-х годов при содействии главы администрации Оренбурга Ю. Н. Мищерякова часть дома была выкуплена в муниципальную собственность для организации на этих площадях музейной экспозиции квартиры Ростроповичей. В 1993 году Мстислав Леопольдович побывал в доме на Зиминской и одобрил затеянное городской мэрией дело. Маэстро высказал пожелание, чтобы будущий музей был непременно муниципальным. 
Собственниками же другой половины дома, Юрием и Ольгой Гончарук, был организован первый частный дом-музей семьи Ростроповичей.

## История музея
Торжественное открытие Мемориального музея-квартиры Леопольда и Мстислава Ростроповичей, на котором присутствовал сам маэстро, состоялось 14 ноября 2001 года. С 2001 по 2018 год музей-квартира являлась структурным подразделением Музея истории Оренбурга. Изначально экспозиция располагалась именно в тех комнатах, где жили Ростроповичи. 
30 августа 2003 года, в дни празднования 260-летия Оренбурга в доме-музее семьи Ростроповичей в торжественной обстановке была открыта мемориальная комната Елены Адольфовны Лонткевич. Обстановку военного времени воссоздали с помощью документов, фотографий и мебели семьи Лонткевич. 
Со временем собрание музея прирастало подлинными предметами: в музей был передан личный архив семьи Ростроповичей, включающий ценнейшие автографы, письма, фотографии, программы, документы. Коллекция художественных работ и экспонатов, связанных с семьей Ростроповичей, регулярно пополнялась.

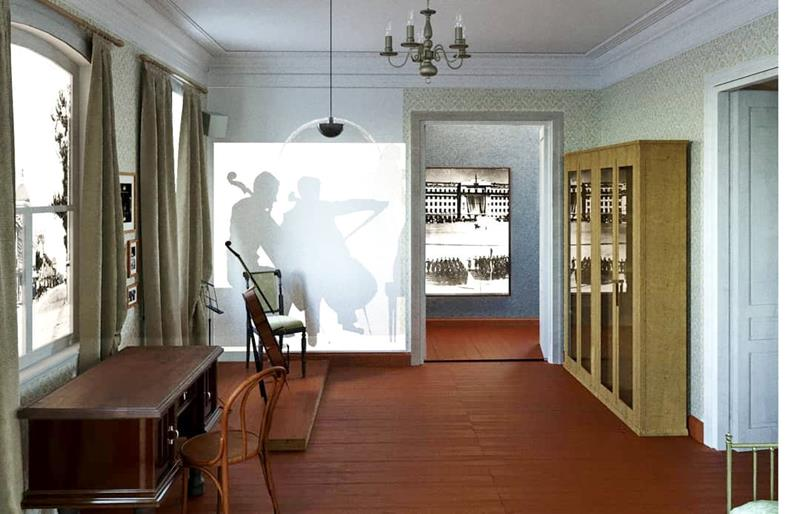
Фрагмент экспозиции музея

По вторникам в музее можно было услышать музыку в исполнении студентов и выпускников Института искусств имени Л. и М. Ростроповичей.
В 2012 году семья Гончарук выставила принадлежавшую ей часть дома Ростроповичей на продажу. Собственники здания предложили оренбургскому министерству культуры принять экспонаты в дар при условии выкупа здания, за которое запросили 6 миллионов рублей.
В июне 2018 года, благодаря непосредственному участию губернатора Оренбургской области Юрию Бергу, состоялось долгожданное объединение музея. Для этого одну часть дома передали из муниципальной собственности в областное ведение, другую — приобрели у частного собственника (семьи Гончарук). Дом получил статус областного объекта культурного наследия, а музей получил статус структурного подразделения Оренбургского областного музея изобразительных искусств.
До мая 2022 года велась реконструкция музея, которая подразумевала формирование полноценного музейного пространства на территории усадьбы. Был утвержден проект, согласно которому обновлённый музей будет сосотять из комплекса зданий: дом площадью 276,6 кв. м., мастерская — 54,5 кв.м. и каретный сарай площадью 78,6 кв.м.. В самом доме воссоздавалась обстановка периода 1940-х годов, а в территорию музея были включены хозяйственные постройки, сохранившиеся практически в первозданном виде и часто упоминаемые в интервью Мстислава Ростроповича. Мастерская-амбар сохранила первозданный облик, огромное количество инструмента конца XIX — начала XX века свидетельствует о разносторонних талантах обитателей дома. Двор усадьбы был благоустроен для проведения мероприятий.
В период реконструкции дома-музея его сотрудники вели активную научно-просветительскую и исследовательскую работу: планировали экспозиции, комплектовали предметы для музея, проводили передвижные выставки на территории Оренбургской области.

## Музей сегодня
Открытие обновлённого дома-музея состоялось 27 мая 2022 года, в этом торжественном мероприятии приняли участие советник Президента России Владимир Толстой, губернатор Оренбургской области Денис Паслер и генеральный директор Российского Национального музея музыки Михаил Брызгалов.

## Cм. также
Дом-музей Леопольда и Мстислава Ростроповичей в Баку

## Внешние ссылки
- Мемориальный музей-квартира Леопольда и Мстислава Ростроповичей // Оренбург.ру. 2017. 5 октября.
- Оренбургский частный музей распродает вещи Мстислава Ростроповича // Телекомпания Регион — Оренбург. 2018. 16 января
- Мемориальный Дом-музей Ростроповичей переживает своё второе рождение // Культура Оренбуржья. 2020. 31 августа.